# Брюзгин, Дмитрий Васильевич
Брюзгин, Дмитрий Васильевич (3.02.1775 — 11.06.1841 Козельск) — мануфактур-советник, потомственный почетный гражданин (1833), козельский городской голова.

## Биография
Брюзгин был внуком городского главы Козельска купца Матвея Семеновича Брюзгина из можайских казаков, основавшего в 1785 году вторую полотняную фабрику в Козельском уезде. Рано лишившись отца, он вместе с братьями, также будущими фабрикантами, Иваном и Василием воспитывался матерью Марией Михайловной. Дмитрий Васильевич считается первым русским фабрикантом парусных полотен не по времени, но по высочайшему качеству продукции, создавшим весьма солидное предприятие в этой области промышленности. Парусное полотно экспортировалось преимущественно в Америку, и единственная русская фирма Брюзгина приобрела такую репутацию на заграничном рынке, что клеймо её нередко подделывалось английскими фабрикантами.
Когда директор мануфактурного департамента предлагал Брюзгину выписать из Англии фабричную машину, способную заменить, по количеству работы, тысячу рук, Брюзгин писал ему: «Приближаясь уже ко гробу, не хочу, чтобы память мою любезные сограждане омрачали, особенно в бедственное время неурожая; давая им хлеб от трудов их на фабрике моей, я стыжусь теперь помыслить о собственной моей корысти».
В 1825 году на фабрике Брюзгина трудилось 560 «вольных людей».
Брюзгин также принимал активное участие в местном самоуправлении. Дмитрий Брюзгин «по выбору градского общества» был старшим бургомистром в городовом магистрате Козельска полный 3-летний срок с 1807 по 1810 год.
В 1814 был избран депутатом и в числе прочих представлен российскому императору для «принесения Его Императорскому Величеству от лица России жертвы благодарности за великие подвиги».
На должность градского головы избран обществом на 3-летний срок с 1824 по 1827 год.
В 1828 году назначен членом Мануфактурного комитета Калужской губернии.

## Благотворительность

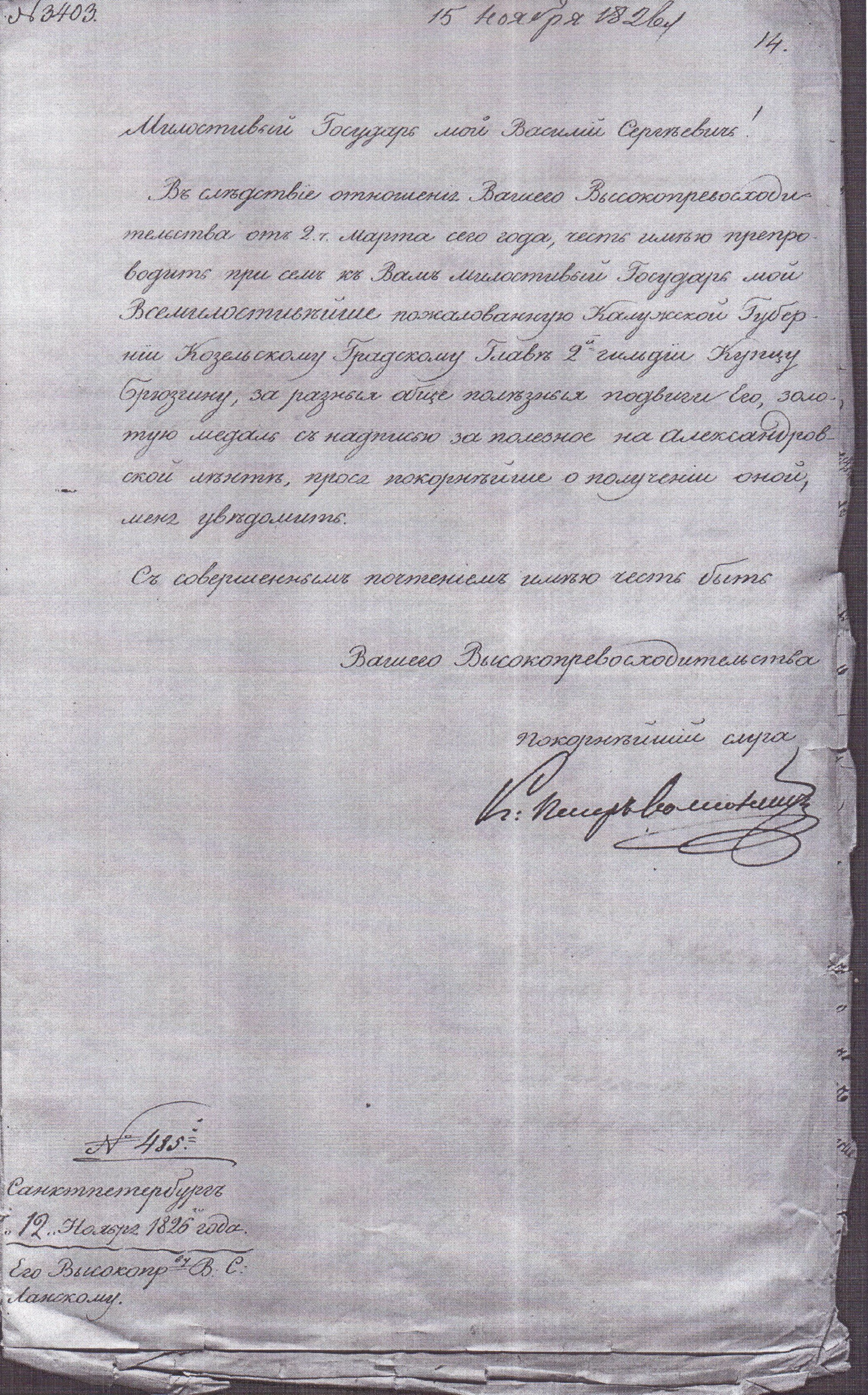
Письмо от П. М. Волконского к В. С. Ланскому о награждении Д. В. Брюзгина золотой медалью «За полезное» на Александровской ленте

Получив весьма скромное первоначальное образование, Брюзгин, при своем природном уме, сумел самостоятельно и разносторонне образовать себя.
Обладая значительными средствами, Брюзгин в широкой степени занимался благотворительностью на различные общественные нужды; особенно ярко сказалась его готовность помочь ближнему во время невзгод 1812 г. В 1807 году Дмитрий Васильевич пожертвовал «для защиты Отечества» одну тысячу рублей. В 1812 пять тысяч рублей. Тогда же отдал фабрику под госпиталь, через который прошли более 5 тысяч больных и раненых воинов.
В 1824 году Брюзгин пожертвовал 200 рублей жертвам наводнения в Мосальске, а спустя год погасил из своих средств недоимку козельчан на сумму 1600 рублей и построил два покоя на 12 человек в градской больнице.
Добился открытия в Козельске уездного училища (16 августа 1825 года).
Как писал белорусский генерал-губернатор генерал-лейтенант князь Хованский, Николай Николаевич:
Дмитрий Брюзгин – самый честный, миролюбивый и общеполезный гражданин.
9 февраля 1826 года на Комитете министров было объявлено, что Николай Первый «соизволяет» наградить Брюзгина золотой медалью «За полезное» на красной муаровой Александровской ленте.
Помимо обычной благотворительности разного рода, Брюзгин материально помогал изданию духовно-нравственных книг. Брюзгин был лично знаком и состоял в переписке со святым Игнатием Брянчаниновым.

## Семья
Супруга Марфа Семёновна (1778-26.09.1837), козельская купеческая дочь козельских купеческих детей Семена Федоровича и Прасковьи Ивановны Кананыкиных. Дети:
Марина Дмитриевна Брюзгина (1802-?).
Александр Дмитриевич Брюзгин (1803-26.02.1861) — купец, фабрикант, потомственный почётный гражданин, гласный Калужского губернского и Козельского уездного земских собраний.
Николай Дмитриевич Брюзгин (1804-27.04.1876) — купец, фабрикант, потомственный почётный гражданин.
Александра Дмитриевна Брюзгина (15.09.1809-?).
Иван Дмитриевич Брюзгин (01.01.1811-до 1826).
Дмитрий Дмитриевич Брюзгин (10.04.1813-1851) — купец, фабрикант, потомственный почётный гражданин.
Василий Дмитриевич Брюзгин (08.12.1813-04.02.1814).
Владимир Дмитриевич Брюзгин (19.01.1815-24.12.1853) — купец, фабрикант, потомственный почётный гражданин.
Феодосий Дмитриевич Брюзгин (07.01.1817-до 1826).

## Память
Похоронены Дмитрий Васильевич с супругой в Козельской Введенской Оптиной пустыни, которая многим обязана ему в отношении своего благоустройства.
Некрологи: в «Московских Ведомостях», 1841 г., № 59, стр. 439 и в «Русском Инвалиде», 1841 г., № 178, стр. 696.
Дмитрий Васильевич Брюзгин, его семья и фабрики описаны в книге «Триумф и крах козельских полотняных королей Брюзгиных» потомка его двоюродного брата Федора Федоровича Брюзгина Антона Бакова и калужской исследовательницы Милы Куликовой.